# Поддубичи
Подду́бичи (Красное, бел. Чырво́нае, Падду́бічы) — болото низинного и переходного типов в Столинском районе Беларуси и частично на Украине, в водосборах рек Ствиги и Моствы. Болото является частью Ольманских болот.
На топографических картах топоним Поддубичи не встречается, однако в южной части болота на карте 1910 года указано урочище Поддубичье, а на картах 1930-х годов урочище Поддубиче (пол. Ur. Poddubicze).

## Географическое положение
К западу от болота находится деревня Ольманы. В западной части болота расположены озёра Большое Засоминое и Малое Засоминое. К югу от болота расположено ещё одно большое болото Гало. Высота над уровнем моря — около 137 м.

## Описание
Площадь 48,2 тыс. га, из них 38,2 тыс. га на территории Беларуси. Глубина торфа до 4 м, средняя — 1,4 м; запасы торфа 38 млн т. Степень разложения 28—29 %, зольность 6,4 % (переходный тип) и 11,6 % (низинный). Средняя глубина — 2 м.
На большей части болота произрастает сосновый и берёзовый лес, также растут тростник, осоки, гипновые и сфагновые мхи. Встречаются песчаные острова и гряды, поросшие в основном сосновым лесом.